# Палоца (Терамо)
Палоца (итал. Palozza) је насеље у Италији у округу Терамо, региону Абруцо.
Према процени из 2011. у насељу је живело 59 становника. Насеље се налази на надморској висини од 390 м.